# سركيس دجانبازيان
سركيس جانبازيان (بالأرمنية: Սարգիս Ջանբազյան)‏(بالفارسية: سرکیس جانبازیان) 15 يناير 1913-11 ديسمبر 1963) راقص ومصمم رقصات ومنتج من أصول أرمينية مجنس إيرانيا يعرف باسم «والد الباليه الإيراني».
ولد عام 1913م في مدينة أرمافير بأرمينيا كان والده من أرمنة وان ووالدته من أرمن أرضروم.